# ارین بلانشارد
ارین بلانشارد (به انگلیسی: Erin Blanchard) ژیمناست زادهٔ ۲۰ نوامبر ۱۹۸۹ میلادی اهل کشور ایالات متحده آمریکا است.